# 에센 중앙역
에센 중앙역(독일어: Essen Hauptbahnhof)은 서부 독일의 에센에 위치한 주요철도역이다. 구도심의 남쪽, 아우토반 제40호선 옆에 위치한다. 1862년에 베르기슈-메르키셰 아이젠반(Bergisch-Märkische Eisenbahn)에 의해 개장되었다. 단, 중앙역이 에센 최초역은 아니었으며, 쾰른-민데너 아이젠반에 있는 "에센(Essen, 현재의 에센 알테네센 역)"이란 역이 1847년에 먼저 개장했다.
역은 제2차 세계대전에서 광범위한 피해를 입었고 1950년대와 1960년대에 거의 완전히 재건되었다. 그 후 몇 년 동안, 그 역에 영향을 미치는 에센 슈타트반과 A 40도 건설되었다. 오늘날에는 인터시티익스프레스 및 인터시티 열차와 그 외 RegionalExpress 및 라인-루르 S반 등 역에서 오가는 지역내, 지역간 및 장거리 운행의 중요한 환승센터가 되고 있다.
이 역에서는 장거리에서 지역 운행에 이르기까지 모든 종류의 열차가 오간다. 그리고 2002년에 서비스가 중단되기 전에 함부르크에서 쾰른까지 운행하였던  메트로폴리탄 정류장 중 하나였다. 모스크바와 브뤼셀 같은 도시를 오가는 유로나이트와 취리히와 빈까지의 DB NachtZug 같은 국제 야간 열차가 있다.
매일 400여 대의 열차가 역을 통과하여, 루르 지역에서 도르트문트 중앙역과 뒤스부르크 중앙역에 이어 세 번째로 분주한 기차역이다.

## 역 시설
에센 중앙역은 열차가 여러 경로로 나뉘는 "분리"(separation)역이다. 승강장에는 개별 승강장 캐노피가 있다. 승강장을 통과하는 것 외에도이 기지에는 겔젠키르헨과 뮌스터 행의 열차와 하겐과 보켄 행의 일부 두단식 승강장이 있다.
중앙에 위치한 중앙홀은 2층의 철도 선로를 가로 질러 이어지고, 계단과 에스컬레이터로 연결된다. 하부층에는 상점이, 현관홀의 남쪽에 여행 센터가 있다. 두 층 모두 식당이 있다. 하부층은 에센 중심에서 남쪽의 에센-쥐트피어텔(Essen-Südviertel)에 이르는 역 북쪽으로의 통행이 가능하다. 상부층은 승강장으로 들어가는 대합실 역할을 한다. 승강장의 직접 접근은 하부층의 엘리베이터를 통해 가능하다. 승강장의 동쪽 끝에 있는 보행자 전용 터널은 에센 중심부에서 쥐트피어텔까지 이어진다.
역 아래 루르반(루르 지역 교통 수단)이 운영하는 노면전차와 에센 슈타트반을 운행하는 두 층의 지하철역 (대합실과 그 아래의 4선로 승강장)이 있다. 이 역에는 예외적으로 은은한 파란 빛 조명을 내고있다.

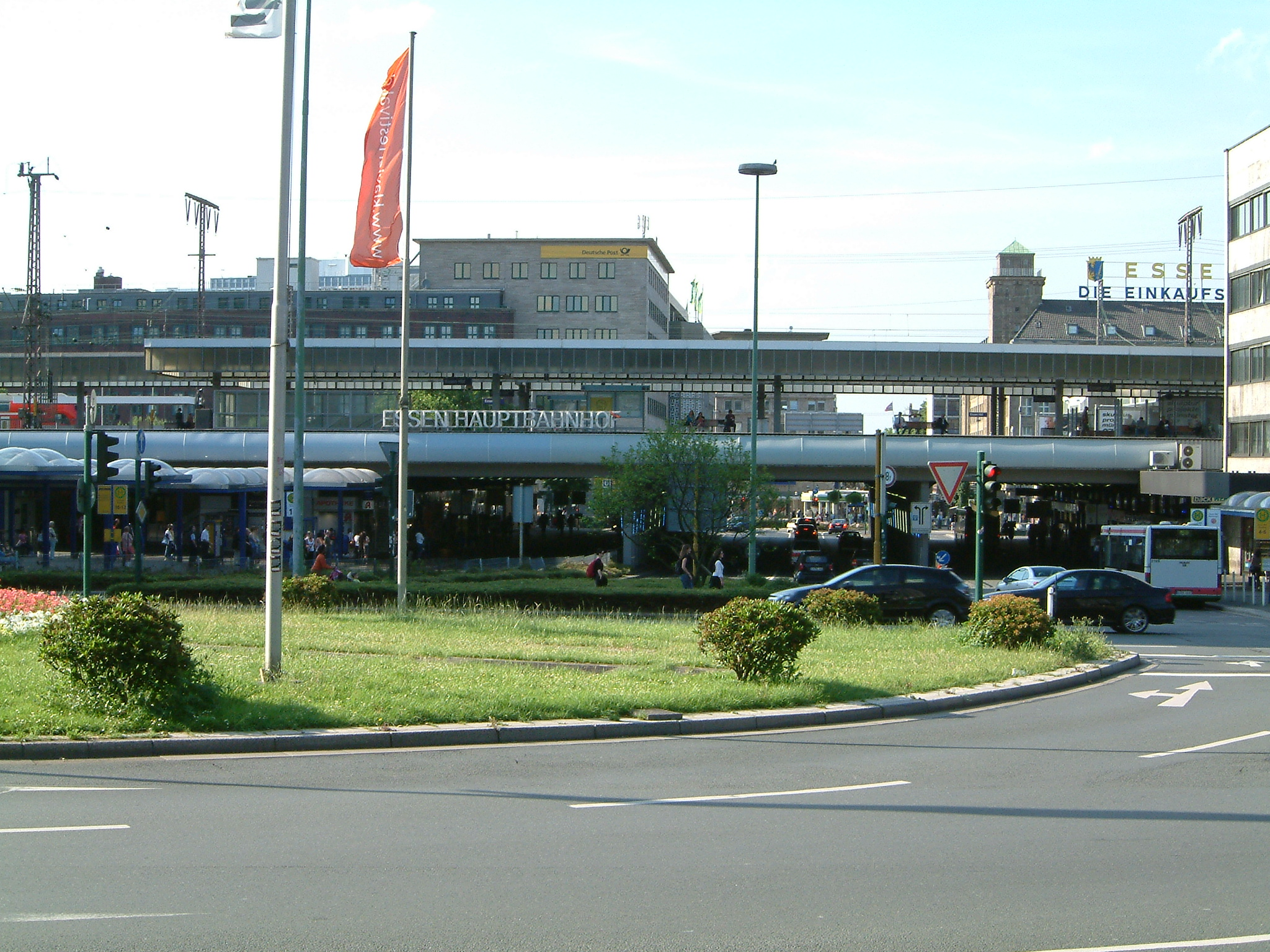
2017년의 남부 출구
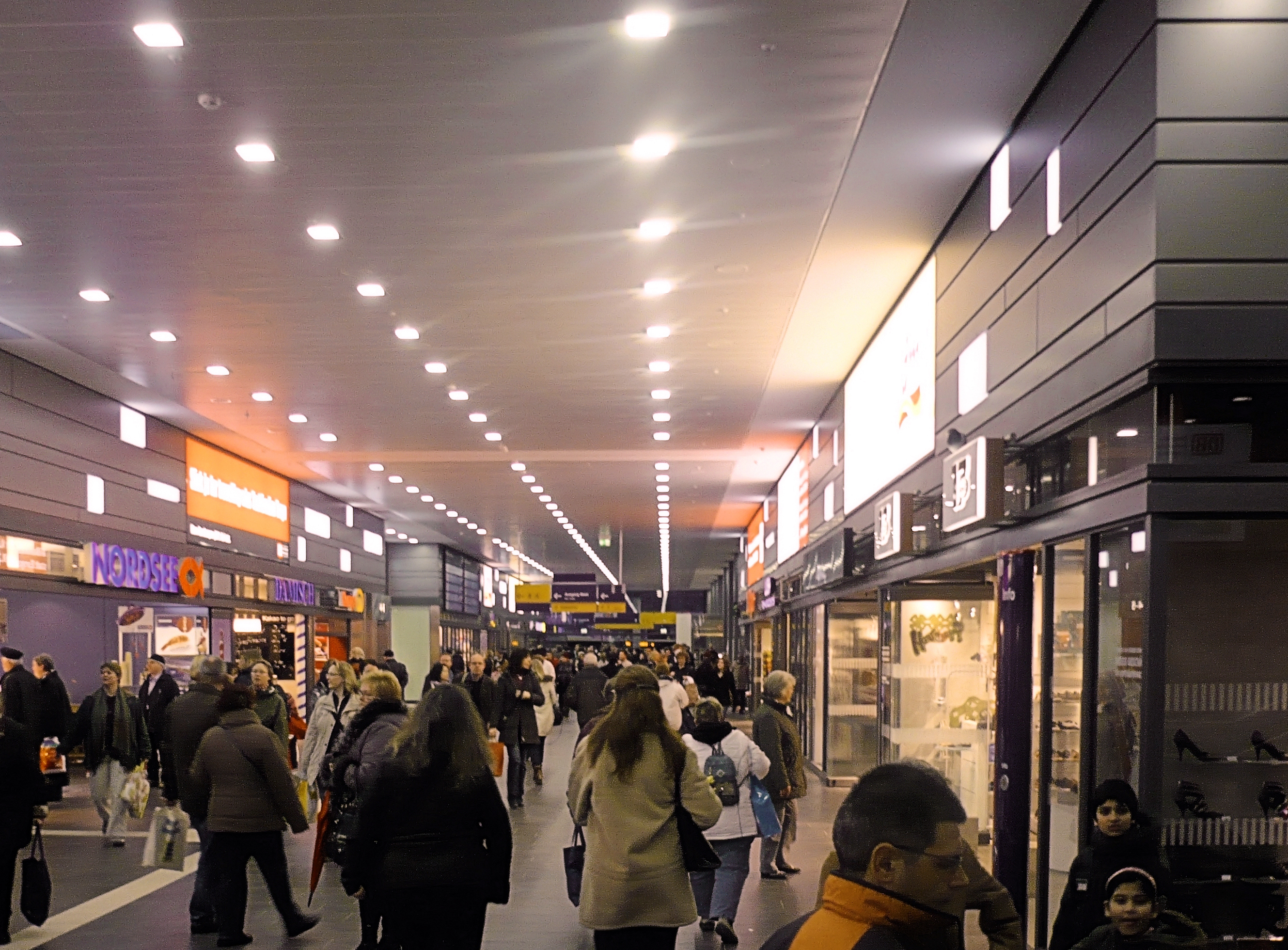
2010년의 대합실
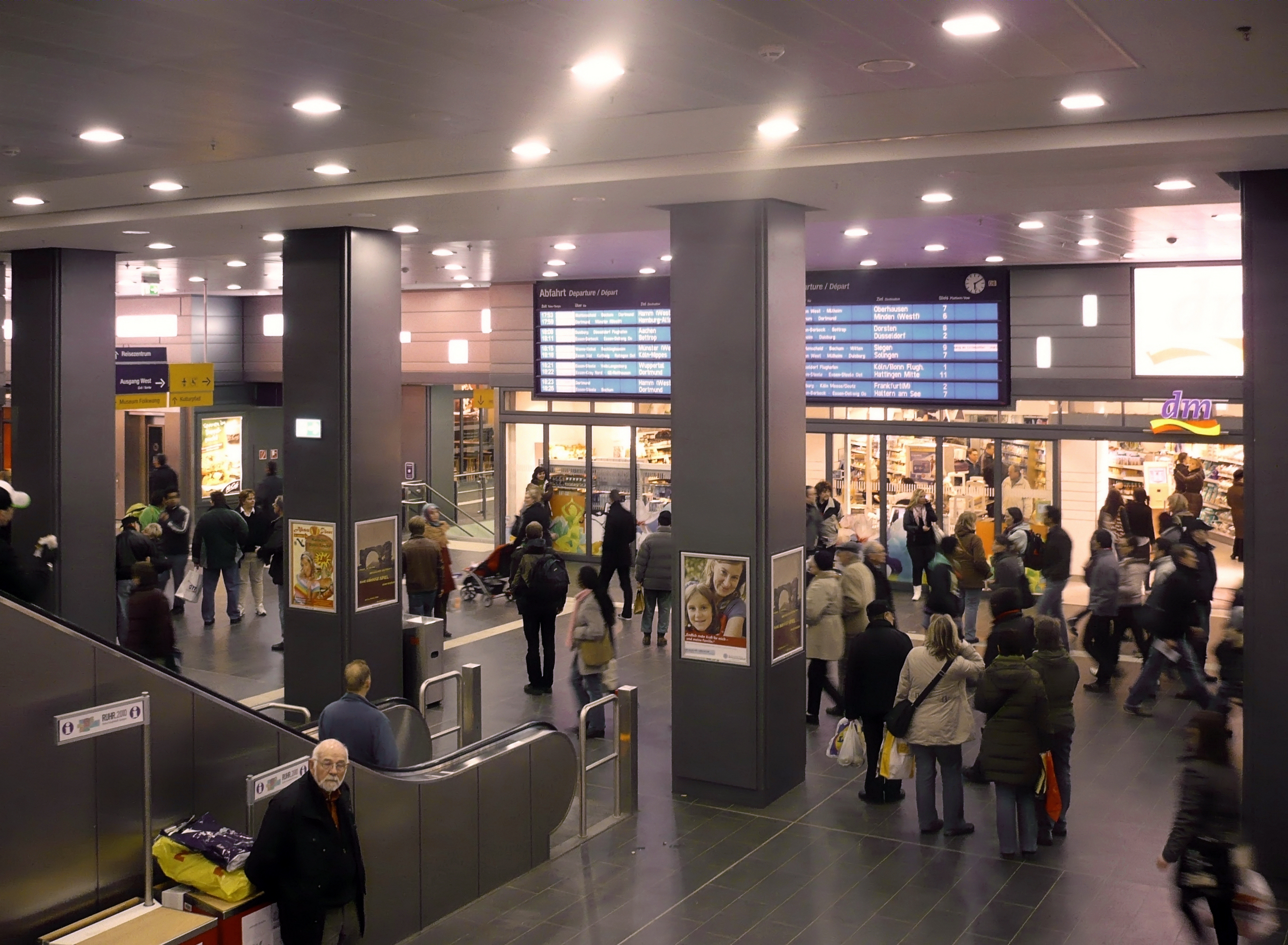
2010년의 대합실에 있는 열차 안내 전광판
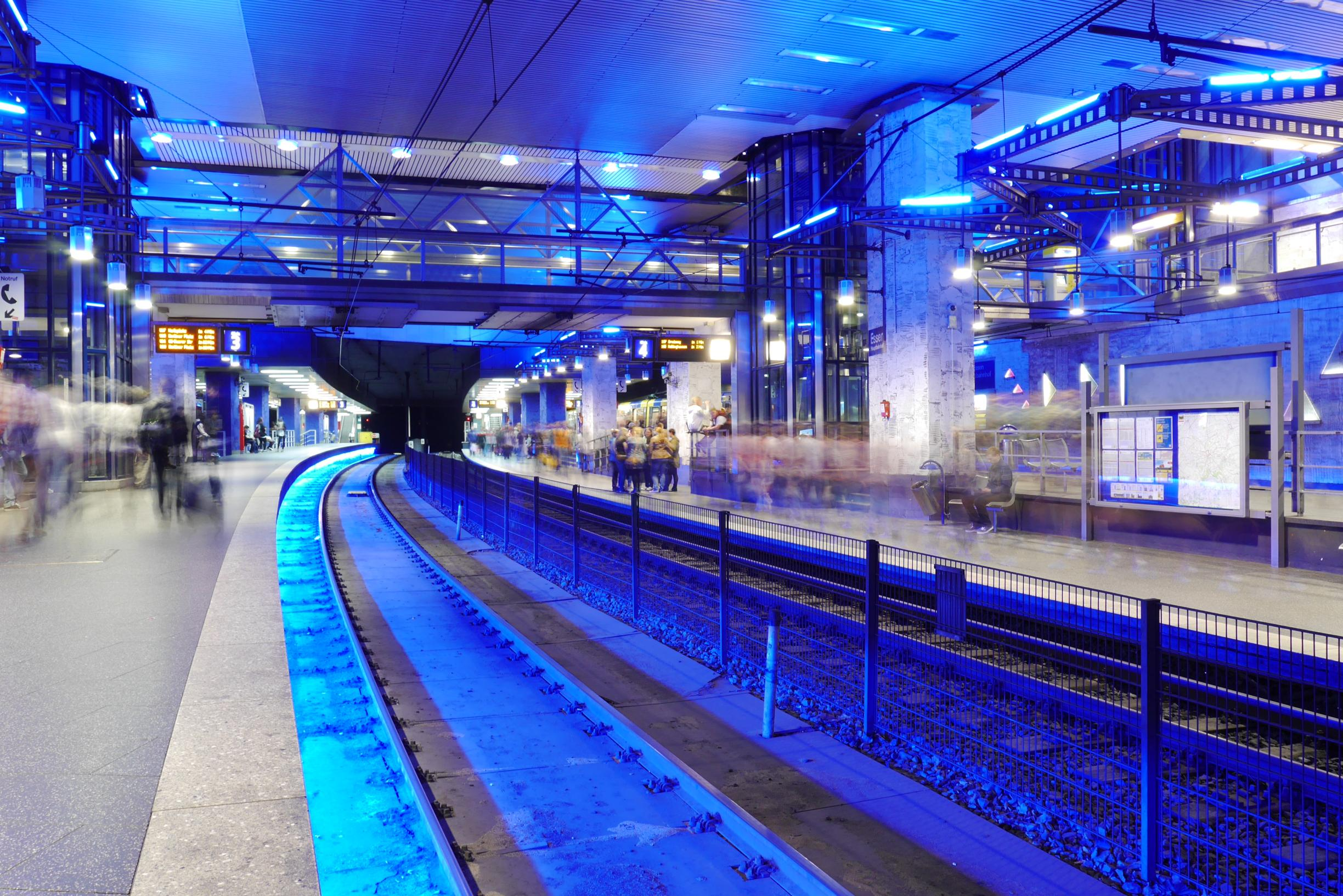
2014년의 슈타트반역 승강장

## 운행
이 노선은 다음 노선의 열차로 운행된다.:
- 비텐 도르트문트-오베르하우젠 뒤스부르크 철도 (KBS 415, 425, 427, 450.1, 450.3, 450.9)
- 에센-겔젠키르헨 철도 (KBS 425 and 450.2)
- 에센 베르덴-에센 철도 (KBS 450.6)
- 라인-루르 S반 : 라인-루르 S반 1호선, S2, S3, S6, S9 (KBS 450.1, 450.2, 450.3, 450.6, 450.9)

### 장거리 열차
| 탈리스                                                | 탈리스   | 탈리스                        |
| ----------------------------------------------------- | -------- | ----------------------------- |
| 뒤스부르크 중앙역 파리 북역 방면                      | 탈리스   | 도르트문트 중앙역 종착역      |
| 독일 철도                                             |          |                               |
| 뒤스부르크 뒤셀도르프 중앙역 또는 쾰른/본 공항역 방면 | ICE 10   | 보훔 베를린 게준트브루넨 방면 |
| 뒤스부르크 프랑크푸르트 방면                          | ICE 31   | 보훔 함부르크 알토나 방면     |
| 뒤스부르크 프랑크푸르트 방면                          | ICE 41   | 보훔 도르트문트 방면          |
| 뒤스부르크 프랑크푸르트 방면                          | ICE 42   | 보훔 뮌헨 방면                |
| 뒤스부르크 도르트문트 방면                            | ICE 47   | 겔젠키르헨 슈투트가르트 방면  |
| 뒤셀도르프 빈 방면                                    | ICE 91   | 보훔 프랑크푸르트 방면        |
| 뒤스부르크 오펜부르크 방면                            | IC/EC 30 | 보훔 함부르크 알토나 방면     |
| 뮐하임 슈투트가르트 방면                              | IC/EC 32 | 보훔 베를린 방면              |
| 뮐하임 슈투트가르트 방면                              | IC/EC 32 | 겔젠키르헨 뮐스터 방면        |
| 뮐하임 쾰른 방면                                      | IC 55    | 보훔 드레스덴 방면            |

### 지역 열차
| 플릭스트레인                       | 플릭스트레인                 | 플릭스트레인                            |
| ---------------------------------- | ---------------------------- | --------------------------------------- |
| 뒤스부르크 쾰른 방면               | FLX 20                       | 겔젠키르헨 함부르크 방면                |
| 뒤스부르크 아헨 방면               | FLX 30                       | 겔젠키르헨 라이프치히 방면              |
| 독일철도                           |                              |                                         |
| 뮐하임 아헨 중앙역 방면            | RE 1 NRW-익스프레스          | 바텐샤이트 함 중앙역 방면               |
| 뮐하임 뒤셀도르프 중앙역 방면      | RE 2 라인-하르트-익스프레스  | 바텐샤이트 뮌스터 중앙역 방면           |
| 뮐하임 쾰른/본 공항역 방면         | RE 6 라인-베저-익스프레스    | 바텐샤이트 민덴 중앙역 방면             |
| 뮐하임 쾰른/본 공항역 방면         | RE 11 라인-헬베크-익스프레스 | 바텐샤이트 카셀-빌헬름쇠헤 방면         |
| 뮐하임 묀헨글라트바흐 중앙역 방면  | RE 42 라인-하르트-익스프레스 | 바텐샤이트 뮌스터 중앙역 방면           |
| 아벨리오 레일 NRW                  |                              |                                         |
| 시·종착역                          | RE 16 루르-지크-익스프레스   | 바텐샤이트 지겐 중앙역 방면             |
| 에센 서역 베젤 방면                | RE 49 부퍼-리페-익스프레스   | 에센 즈텔레 부퍼탈 중앙역 방면          |
| 시·종착역                          | RB 40 루르-레네-반           | 에센-크라이 남역 하겐 중앙역 방면       |
| 오이로반                           |                              |                                         |
| 뮐하임 아헨 중앙역 방면            | RB 33 라인-니르스-반         | 시·종착역                               |
| 노르트베스트반                     |                              |                                         |
| 에센 보르베크 남역 보르켄 방면     | RE 14 데어 보르케너          | 에센 즈텔레 시·종착역                   |
| 라인-루르 S반                      |                              |                                         |
| 에센 서역 졸링겐 중앙역 방면       | S 1                          | 에센 즈텔레 도르트문트 중앙역 방면      |
| 시·종착역                          | S 2                          | 에센-크라이 북역 도르트문트 중앙역 방면 |
| 에센 서역 오베르하우젠 중앙역 방면 | S 3                          | 에센 즈텔레 하팅겐(루르) 미테 방면      |
| 시·종착역                          | S 6                          | 에센 남역 에센 중앙역 방면              |
| 에센 서역 할테른암시               | S 9                          | 에센 즈텔레 방면 부퍼탈 중앙역 방면     |

### 시내 열차
| 에센 슈타트반                             | 에센 슈타트반 | 에센 슈타트반                      |
| ----------------------------------------- | ------------- | ---------------------------------- |
| 시·종착역                                 | U11           | 히르슈란트플라츠 부에러 거리       |
| 비스마르크플라츠 마르가레텐회허           | U17           | 히르슈란트플라츠 카를스플라츠 방면 |
| 비스마르크플라츠 뮐하임(루르) 중앙역 방면 | U18           | 히르슈란트플라츠 베를린 광장 방면  |

## 참고 문헌
각주
문헌
- “Current departure time in Essen Hbf”. Deutsche Bahn. 2014년 1월 3일에 확인함.
- “Track plan of Essen Hauptbahnhof” (PDF; 507 KB) (독일어). Deutsche Bahn. 2011년 9월 13일에 확인함.
- “Essen Hauptbahnhof” (독일어). City of Essen and Essener Verkehrs-AG. 2011년 9월 13일에 확인함.
- “Essen Hauptbahnhof”. 《NRW Rail Archive》 (독일어). André Joost. 2011년 9월 13일에 확인함.
- “Essen Hauptbahnhof (EE) operations”. 《NRW Rail Archive》 (독일어). André Joost. 2011년 9월 13일에 확인함.